# Katastrofa lotu Indian Airlines 257
Katastrofa lotu Indian Airlines 257 wydarzyła się 16 sierpnia 1991 roku w okolicach miasta Imphal w Indiach. Samolot Boeing 737-2A8, należący do linii lotniczych Indian Airlines, rozbił się o górę Thangjing. W wyniku katastrofy śmierć poniosło 69 osób (63 pasażerów i 6 członków załogi) – wszyscy na pokładzie.
Boeing 737 (nr rej. VT-EFL) odbywał lot na linii Kolkata – Imphal. We wczesnych godzinach południowych samolot wystartował z lotniska Netaji Subhash Chandra Bose International Airport w Kolkacie. O godzinie 12:41 piloci poinformowali kontrolę lotów o rozpoczęciu przez nich procedury podchodzenia do lądowania. 5 minut później Boeing zniknął z radarów wieży kontroli lotów w Imphal. Samolot rozbił się o górę Thangjing, 40 kilometrów od miasta Imphal. Jak ustalono, w momencie katastrofy, maszyna znajdowała się na wysokości 5000 stóp. Spośród 69 osób na pokładzie nikt nie przeżył katastrofy.
Przyczyną katastrofy był błąd pilota, który zbyt wcześnie rozpoczął schodzenie z wysokości 10000 stóp. Pilot powinien był okrążyć znajdujące się na jego trasie lotu pasmo górskie, jednak jak ustalono, nie uczynił tego, gdyż przyczyniłoby się to do zbyt dużej straty czasu.